# Teufelstisch (Hinterweidenthal)
Der Teufelstisch von Hinterweidenthal ist ein 14 m hoher, an einen Tisch erinnernder Pilzfelsen im deutschen Teil des Wasgaus, dem südlichen Pfälzerwald (Rheinland-Pfalz). Wegen ihrer Lage auf der Gemarkung des Ortsteils Kaltenbach wird die Gesteinsformation auch – vor allem in der älteren Literatur – Kaltenbacher Teufelstisch genannt. Er ist größer und weitaus bekannter als der Teufelstisch von Salzwoog, der nur 5 km südwestlich gelegen ist, oder der Teufelstisch von Eppenbrunn 16 km südwestlich. Im Pfälzerwald gibt es mehr als 20 solcher Pilzfelsen, die allerdings alle wesentlich kleiner sind. Gerade im Dahner Felsenland, wie die nach Südosten hin beginnende Region genannt wird, sind derart auffällig geformte Felsen recht häufig.
Der Hinterweidenthaler Teufelstisch zählt zu den landschaftlichen Wahrzeichen der Pfalz (Naturdenkmalnummer: ND-7340-241) und wurde 2009 auf Platz 7 der deutschen Naturwunder gewählt. Er ist zudem Gegenstand einer örtlichen Sage (siehe Abschnitt Sage vom Teufelstisch). Mehrmals wurde der Felsen auf Briefmarken abgebildet (siehe Abschnitt Geschichte). Der Teufelstisch ist das erste im Rahmen der 30 Geotope³-Initiative der DGGV präsentierte 3D-Modell.

## Geographie

### Lage und Umgebung
Der Teufelstisch steht auf einer Höhe von 284 m ü. NHN etwa 400 m südlich der Bundesstraße 10 und westlich von Hinterweidenthal-Kaltenbach auf einem bis 312 m hohen Bergrücken, der sich über mehr als 2 km vom Etschberg (352 m) im Südwesten bis zum Handschuh-Kopf (323,9 m) im Nordosten erstreckt. Zwischen dem Bergrücken und der B 10 fließt von Südwest nach Nordost der Salzbach, ein rechter Zufluss der Lauter, die hier an ihrem Oberlauf Wieslauter genannt wird und die den Bergrücken auf der Ostseite in Südrichtung passiert. Der Fels überragt die ihn umgebende Bewaldung auffallend. Nachts wird er von der Nordseite her so beleuchtet, dass er von der B 10 aus zu sehen ist.
Am Fuß des Berges, auf dem der Teufelstisch steht, liegen ein Parkplatz sowie ein Ausflugslokal, in seiner Umgebung wurde 2009 der Erlebnispark Teufelstisch angelegt. Der Parkplatz kann über die B 10 (Anschlussstelle Hinterweidenthal), Bundesstraße 427 und Ortsstraßen in Kaltenbach angefahren werden. Der Pilzfelsen selbst ist nur über 300 m Fußweg zu erreichen; der Höhenunterschied beträgt ungefähr 50 m. In unmittelbarer Nähe befindet sich auch der Bahnhof Hinterweidenthal Ort der Wieslauterbahn, der nur während der Sommermonate bedient wird.
In der Nähe des Teufelstischs gibt es auf dem gleichen Bergrücken weitere auffällige Felsformationen: Etwa 300 m südlich liegt in 320 m Höhe ein ambossförmiger Felsen, die Teufelsschmiede, in gleicher Entfernung südwestlich in etwa 300 m Höhe die noch bizarrer wirkende Teufelsküche.
Der vom Teufelstisch aus nordöstlich in Sichtweite liegende und nach 400 m Fußweg erreichbare Handschuh-Kopf weist in seinem Gipfelbereich einen imposanten Felsklotz auf, außerdem weitere Objekte, die kleiner sind.

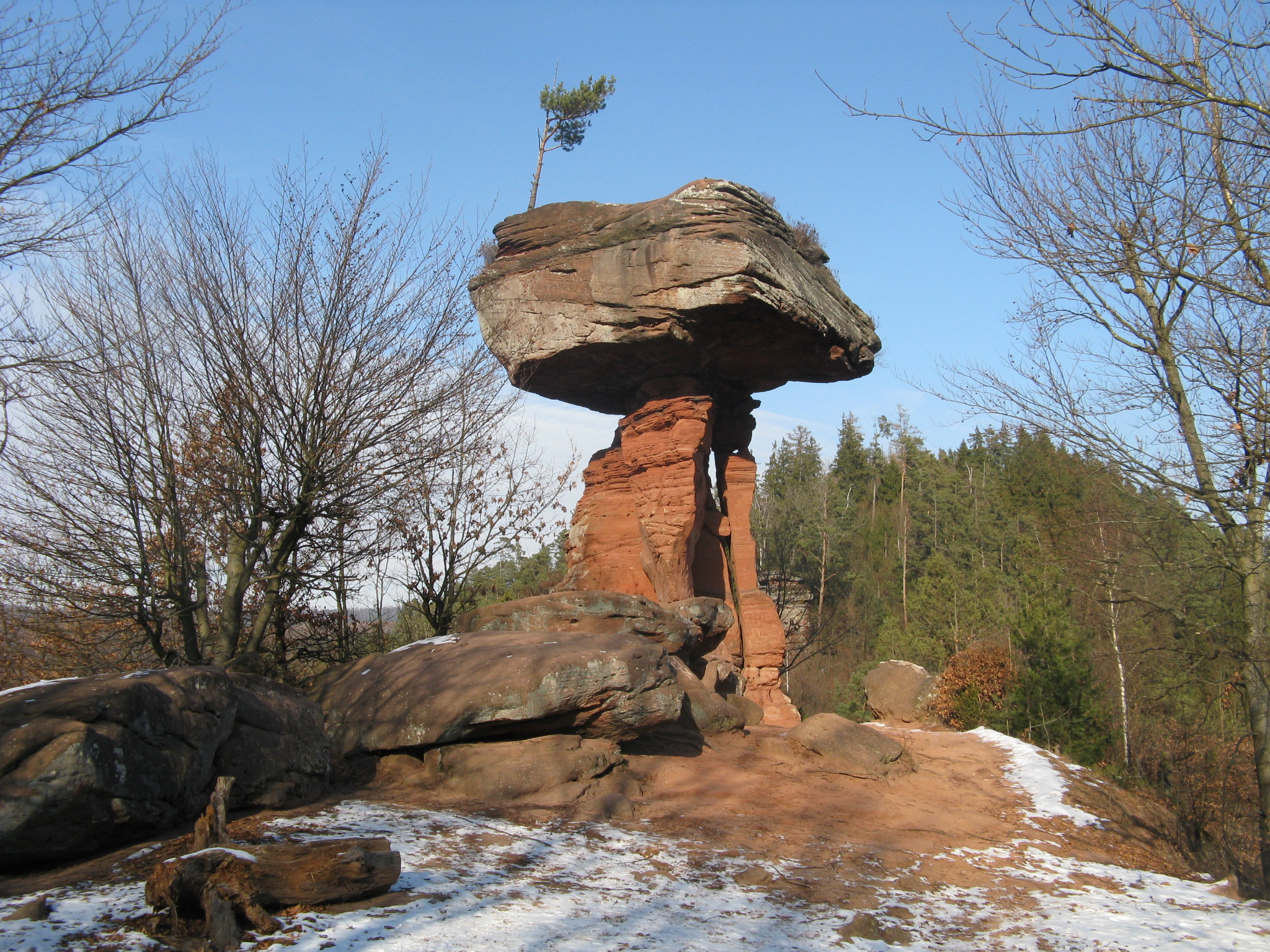
Teufelstisch im Winter
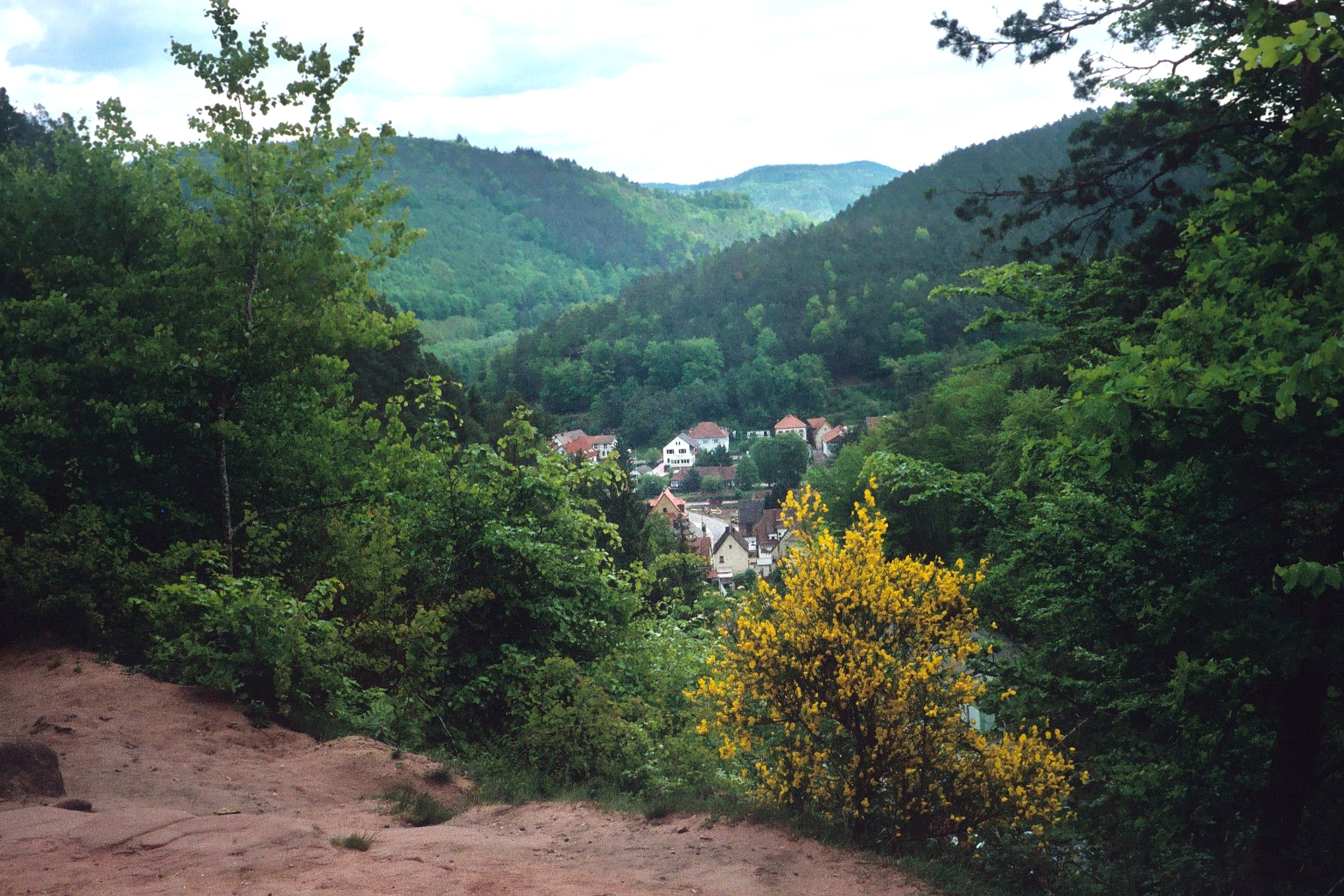
Blick vom Fuß des Teufelstischs nach Hinterweidenthal hinunter
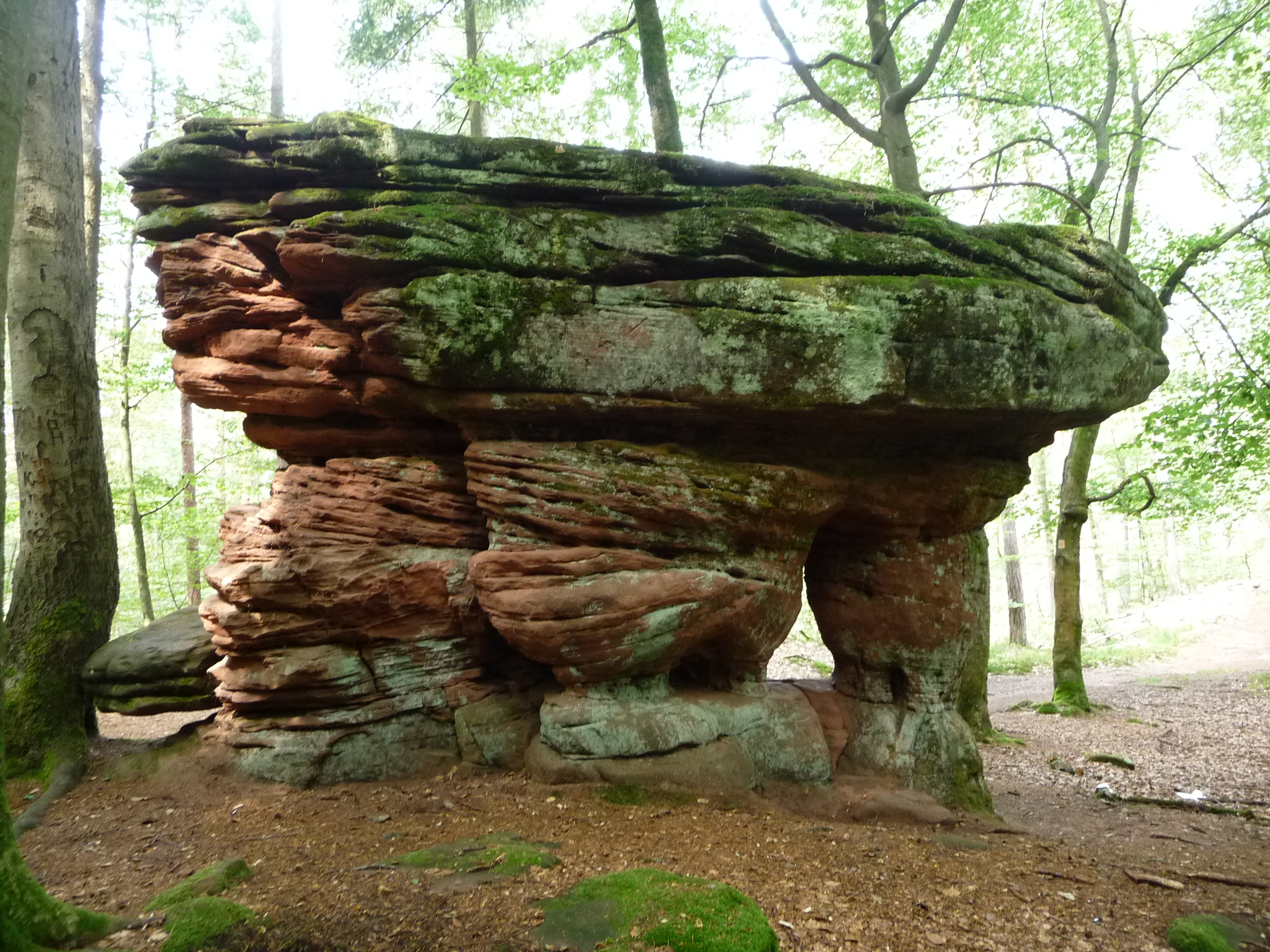
Teufelsschmiede südlich des Teufelstischs
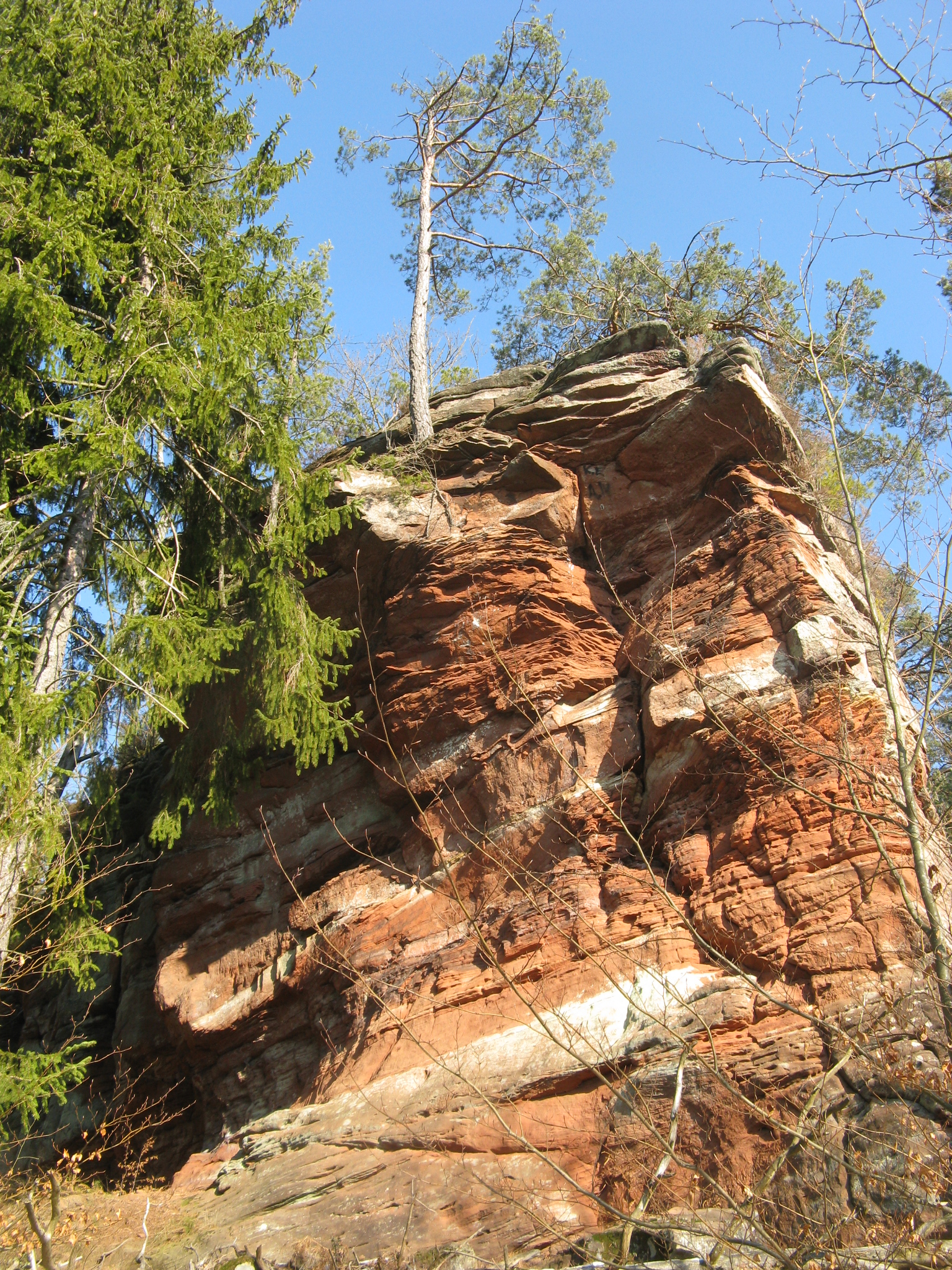
Handschuh-Kopf
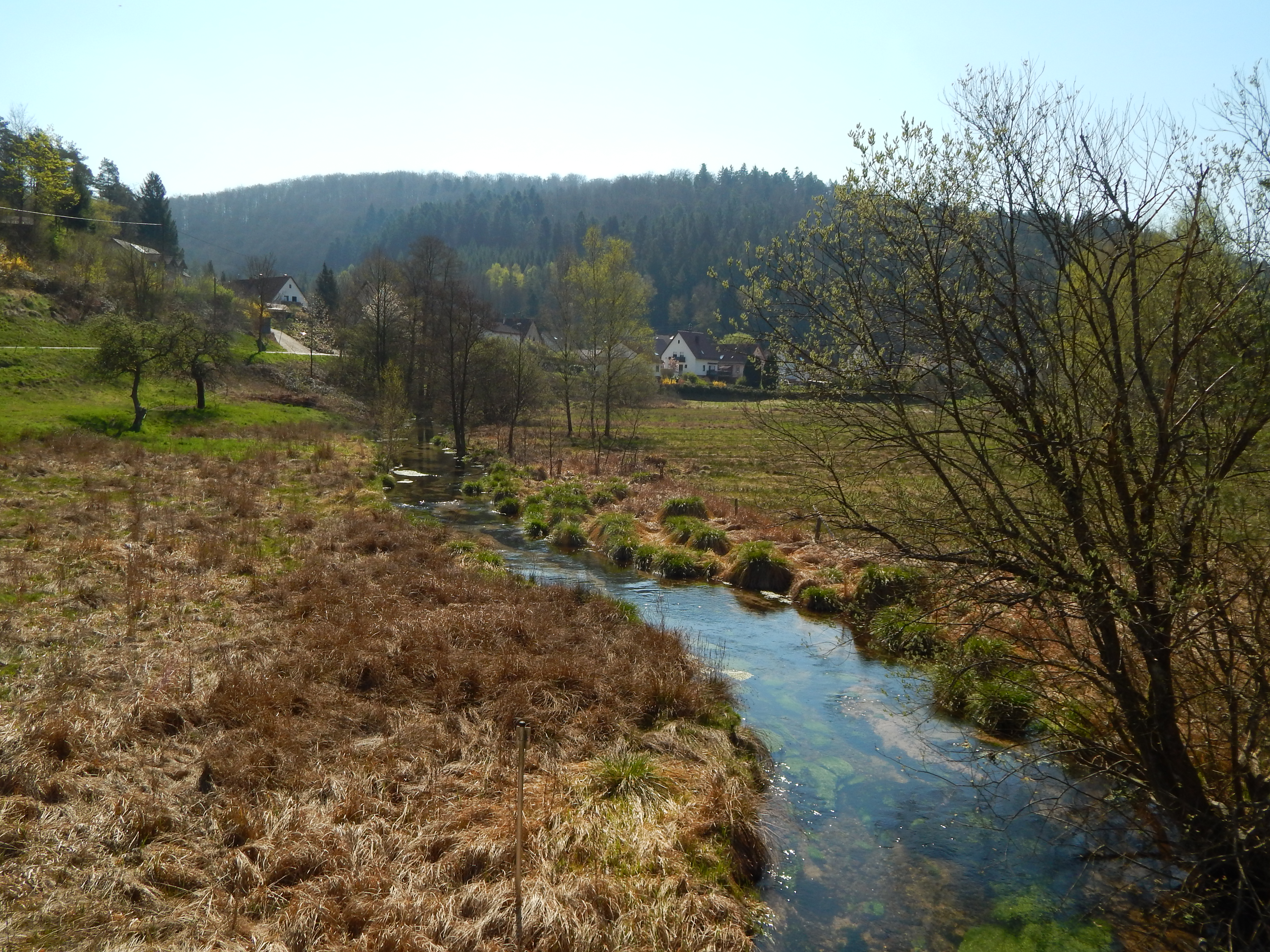
Salzbach bei Salzwoog westlich des Teufelstischs

### Gewässer
Unterhalb des Bergrückens, auf dem der Teufelstisch steht, treffen sich innerhalb von 200 m die Lauter, die hier am Oberlauf Wieslauter genannt wird, ihr rechter Zufluss Salzbach und ihr linker Zufluss Horbach. Der Salzbach wird kurz vor seiner Mündung noch durch den Walmersbach und den Kaltenbach verstärkt.

## Geologie

### Überblick
Beim Teufelstisch handelt es sich um einen sogenannten freistehenden Turm, dessen Gewicht auf 284 Tonnen geschätzt wird. Es ist ein Buntsandsteinfelsen, der an einen einbeinigen Tisch erinnert. Durch Erosion wurden die ihn umgebenden weicheren Oberflächenbestandteile abgetragen, während der harte Felskern stehen blieb.
So liegt nun eine überdimensionierte „Tischplatte“ von etwa 3 bis 4 m Stärke quer über einem ebenso massiven „Tischfuß“ von etwa 10 bis 11 m Höhe. Dieser Fuß weist eine teilweise bröselige Schichtung auf. Er besitzt bizarre Vorsprünge und läuft zur Südwestseite spitz wie ein Schiffskiel zu. Die Platte darüber ist 50 m² groß.

### Stratigraphische Zuordnung
Während der Zeit des Buntsandsteins wurden vor allem bunte Sand-, Schluff- und Tonsteine in einem großen Sedimentationsbecken abgelagert, das in West-Ost-Richtung vom heutigen England bis nach Polen und von Nord nach Süd von Skandinavien bis in die Schweiz reichte. Das Dahner Felsenland wird von Sandsteinen geprägt, die sich zur Zeit des Unteren Buntsandsteins, vor etwa 252,5 bis 249 Mio. Jahren, bildeten. Diese Schichtenfolge – die auch beim Teufelstisch vorliegt – wird in Rheinland-Pfalz als Rehberg-Schichten bezeichnet und kann mit der Bernburg-Formation des zentralen Buntsandsteinbeckens korreliert werden.

### Lithologie
Die etwa 150 m mächtige Rehberg-Formation besteht aus einer Wechselfolge von härteren Felssandsteinen, den sogenannten Felszonen, und weicheren Sandsteinen, den Dünnschichten. Bei den Felszonen handelt es sich um Flussablagerungen, die aus teilweise verkieselten, mittel- und grobkörnigen, teils geröllführenden, häufig auch schräggeschichteten, meist massigen und rotvioletten Sandsteinen bestehen. Die Dünnschichten sind nicht verkieselt. Sie entstanden zumeist durch äolisch eingetragene Sedimente im Stillwasserbereich. In den feinkörnigen, hellziegelrot bis orange gefärbten Dünnschichten fehlen Gerölle und Tonpartien und damit jeder Hinweis auf nennenswerte Beteiligung von Wasser bei der Ablagerung. Somit spiegeln sie ein maßgeblich vom Wind gesteuertes Sedimentationsmilieu bei trocken-heißen Klimabedingungen in den abflusslosen Senken einer Wüstenlandschaft wider. Herkunftsgebiet der Sedimente ist das Gallische Land, welches das Buntsandsteinbecken im Westen begrenzte und vom heutigen Belgien bis in das Zentralmassiv in Frankreich reichte.

### Entstehung der Tischfelsen
Die Rehberg-Schichten neigen zur Ausbildung von Tischfelsen, wie dies beispielhaft der 14 m hohe Teufelstisch zeigt. Die verkieselten härteren Felszonen liegen weicheren Dünnschichtlagen auf, die wesentlich anfälliger für Verwitterung und Erosion sind. Der tischartige Block schützt den Rest der noch vorhandenen weicheren Dünnschichten vor weiterer Abtragung. Die Form des Teufelstischs und auch der drei dünnen Säulen, auf denen er lagert, ist durch den Verlauf geologischer Trennflächen (Klüften) vorgezeichnet, während die Unter- und die Oberseite der Tischplatte Schichtgrenzen entsprechen.
Das Naturdenkmal Teufelstisch ist eines der Wahrzeichen des Pfälzerwaldes und wurde 2006 mit dem Prädikat Nationaler Geotop ausgezeichnet.

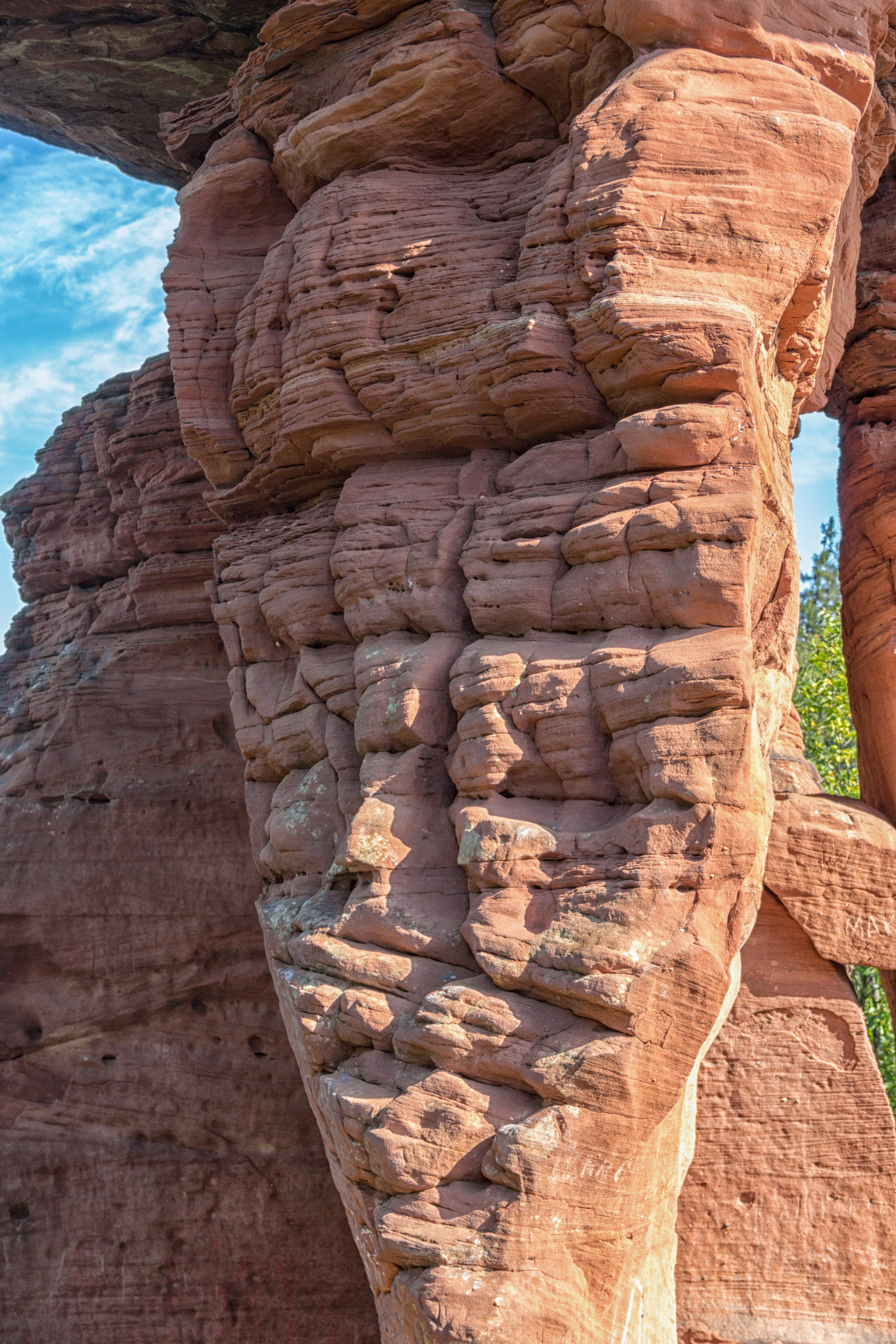
Oberteil des Tischfußes
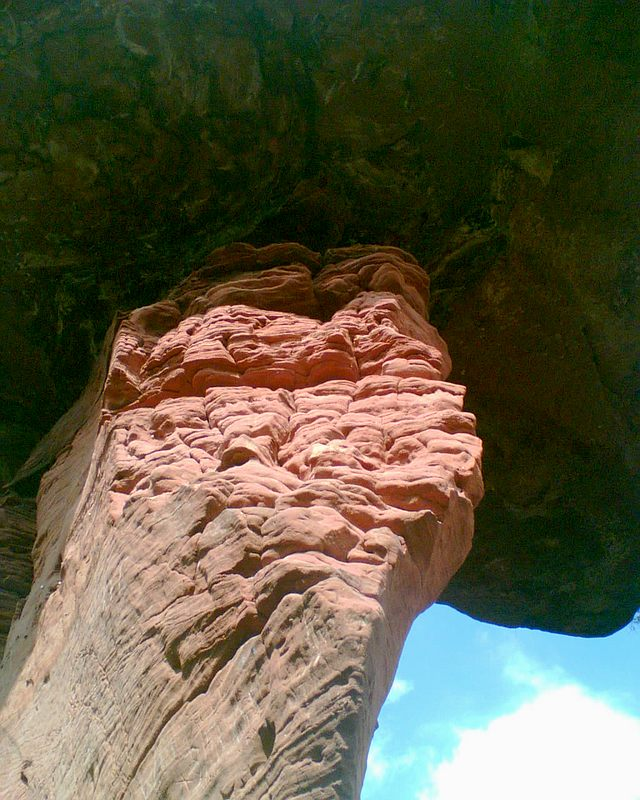
Detail des Tischfußes
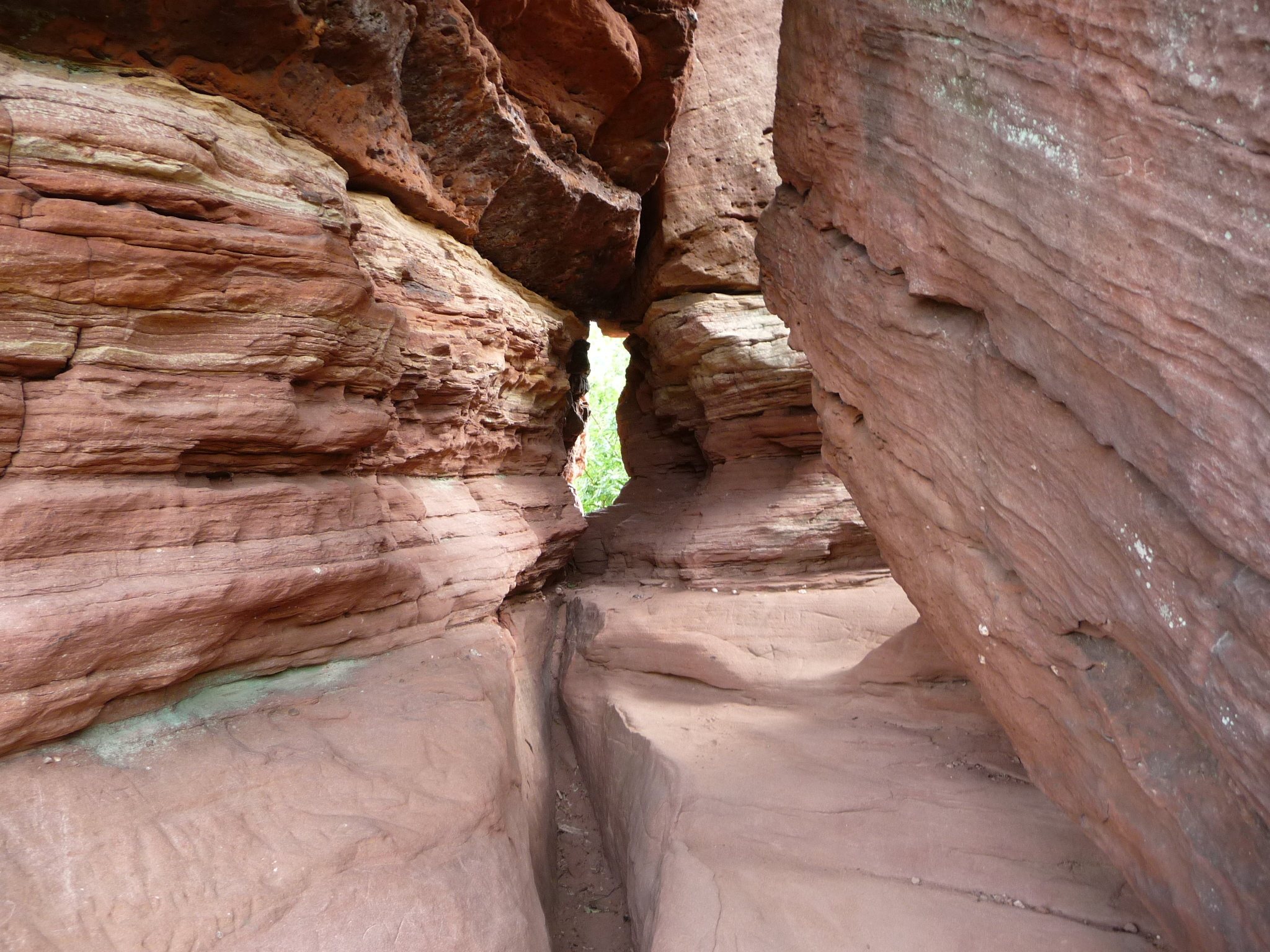
Blick durch den Tischfuß
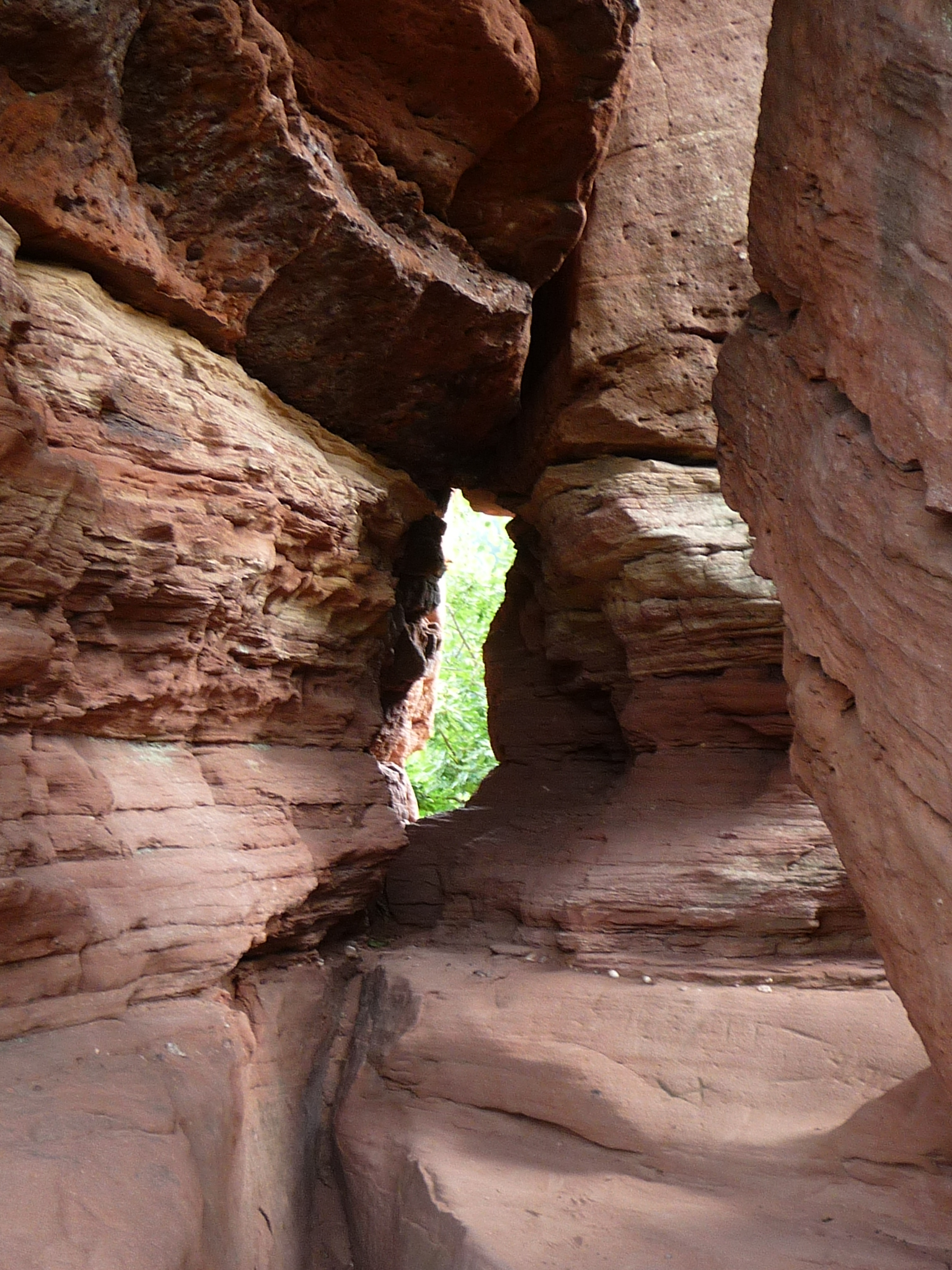
Blick durch den Tischfuß
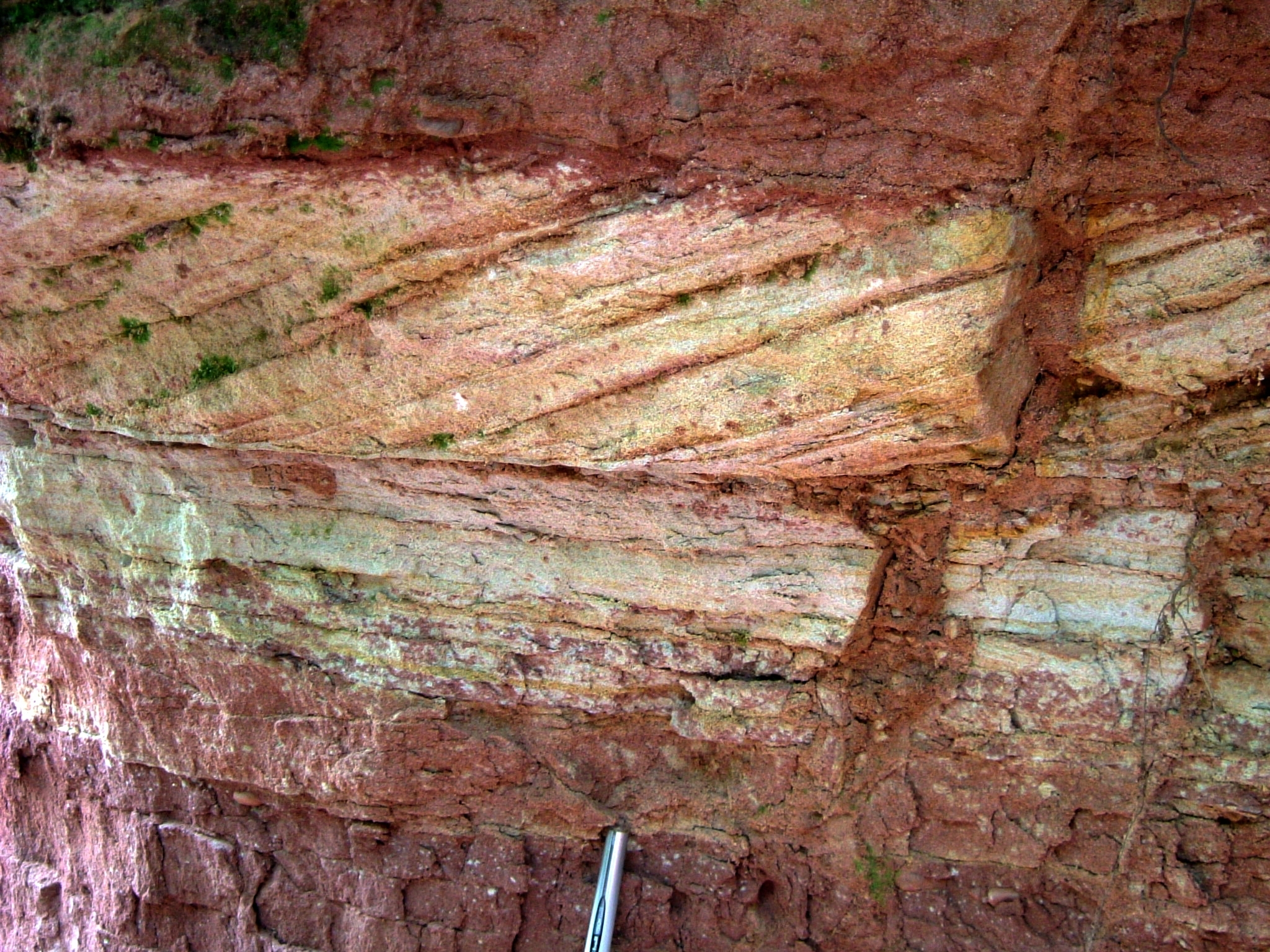
Schrägschichtung
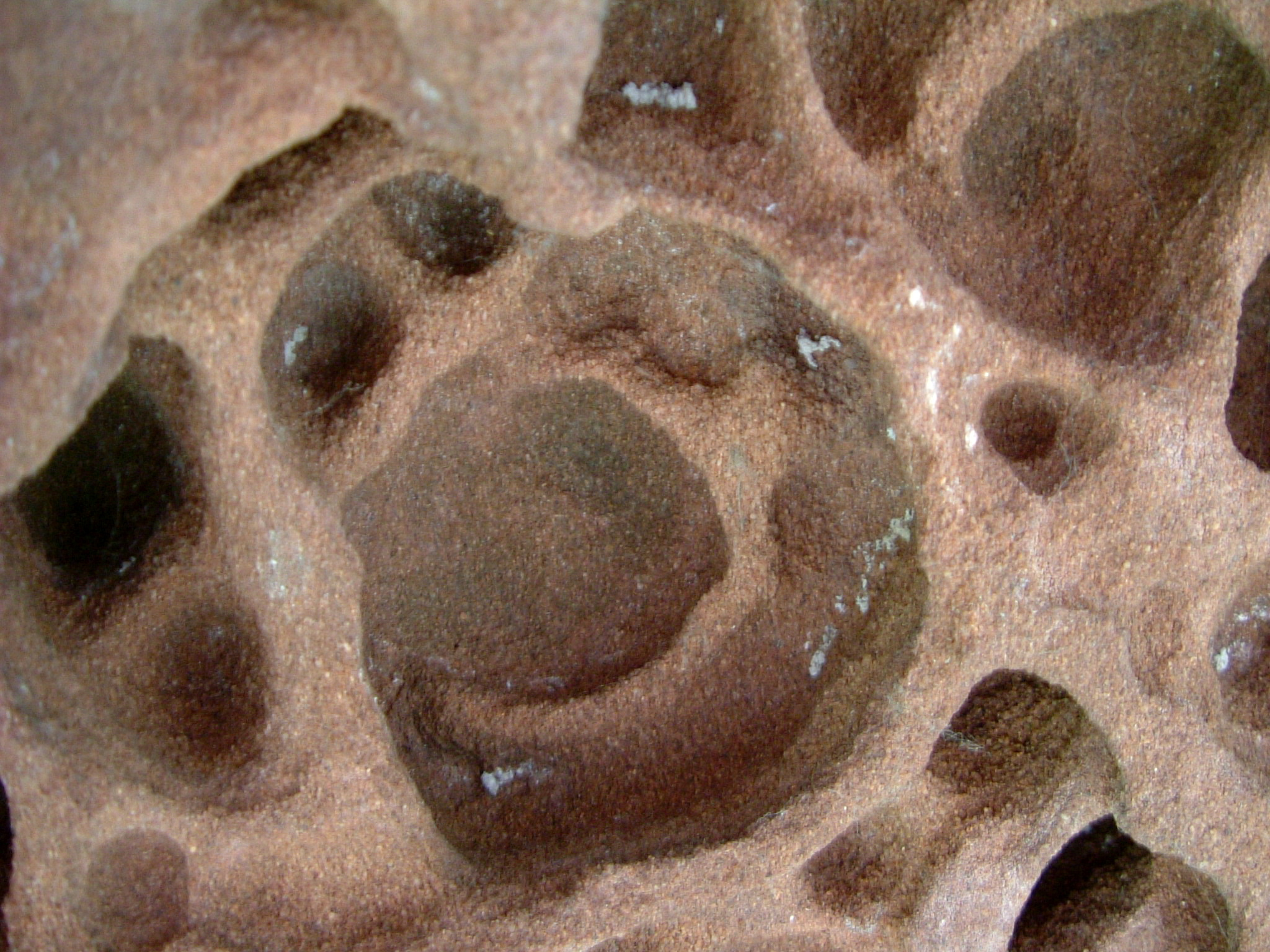
Auswaschungen

## Geschichte
Als die Pfalz nach dem Zweiten Weltkrieg zur Französischen Besatzungszone gehörte, war der Teufelstisch 1947 auf einer rheinland-pfälzischen 16-Pfennig-Briefmarke abgebildet; 1948 folgten zwei andersfarbige Marken zu 4 bzw. 16 Pfennig. 2014 war der Felsen erneut als Motiv auf einer Marke, diesmal zu 60 Cent in der Serie Wildes Deutschland der Deutschen Post.
Seit dem 19. Jahrhundert stand auf der Platte des Teufelstischs eine etwa 6 m hohe Kiefer, die ein beliebtes Fotomotiv war und auch auf der Briefmarke dokumentiert ist. 1999 fiel der große Baum einem Hagelgewitter zum Opfer; eine jüngere Kiefer mit kleinerer Krone steht noch.

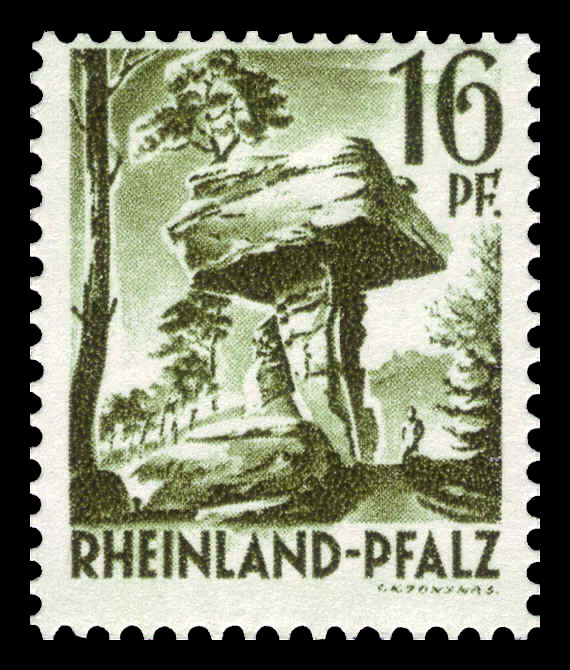
16-Pf.-Briefmarke (1947)
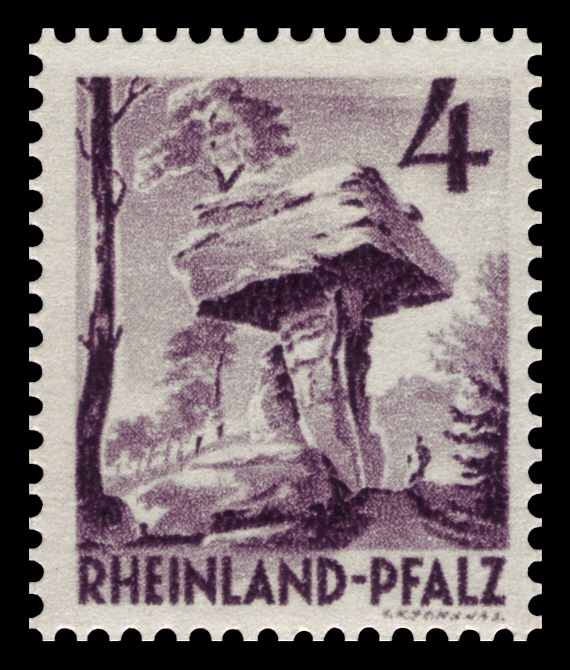
4-Pf.-Briefmarke (1948)
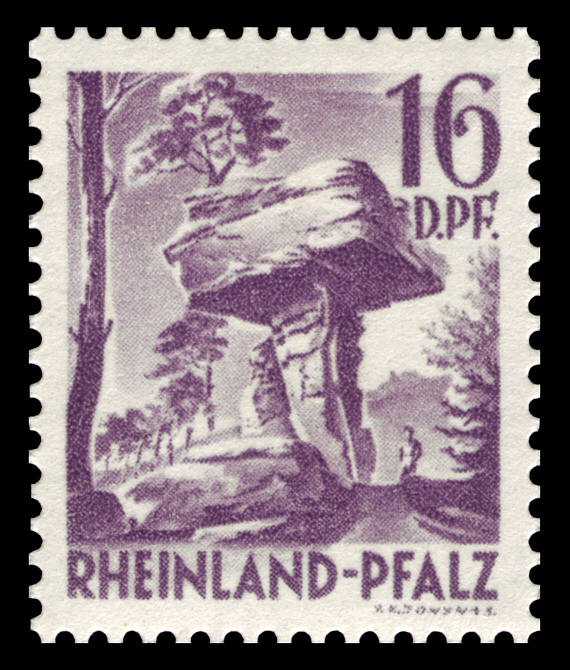
16-Pf.-Briefmarke (1948)
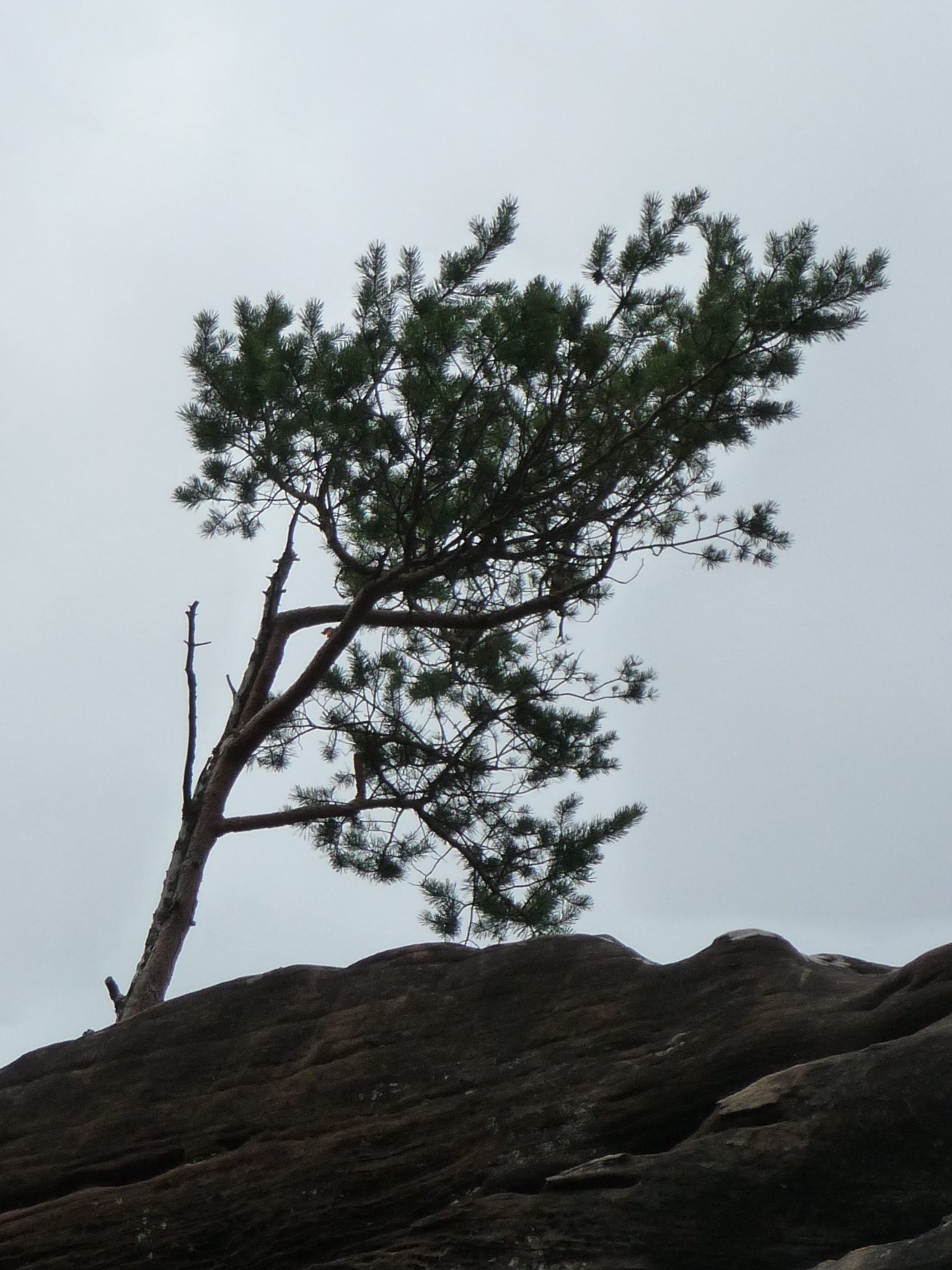
Die jüngere Kiefer
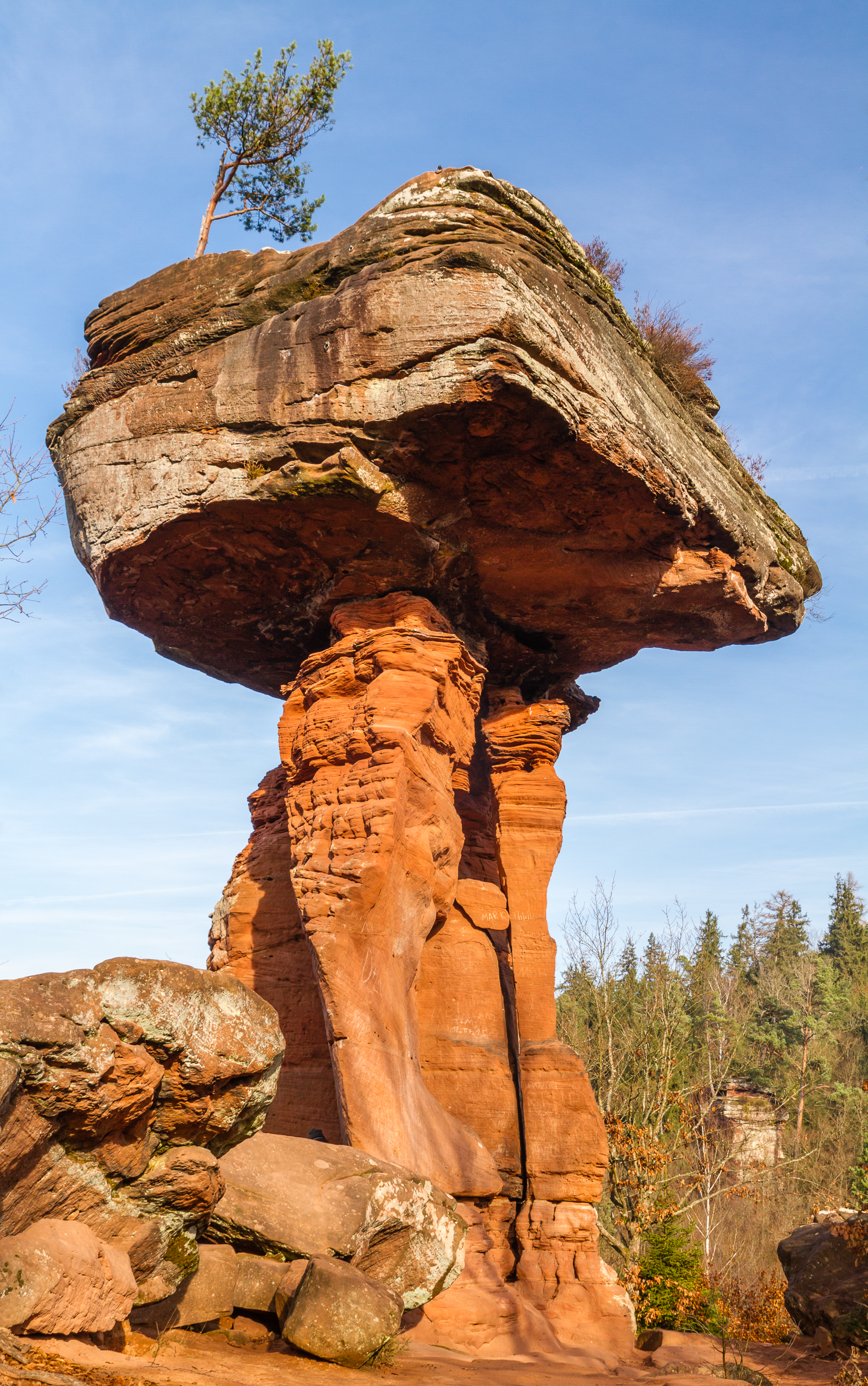
Teufelstisch mit der Kiefer
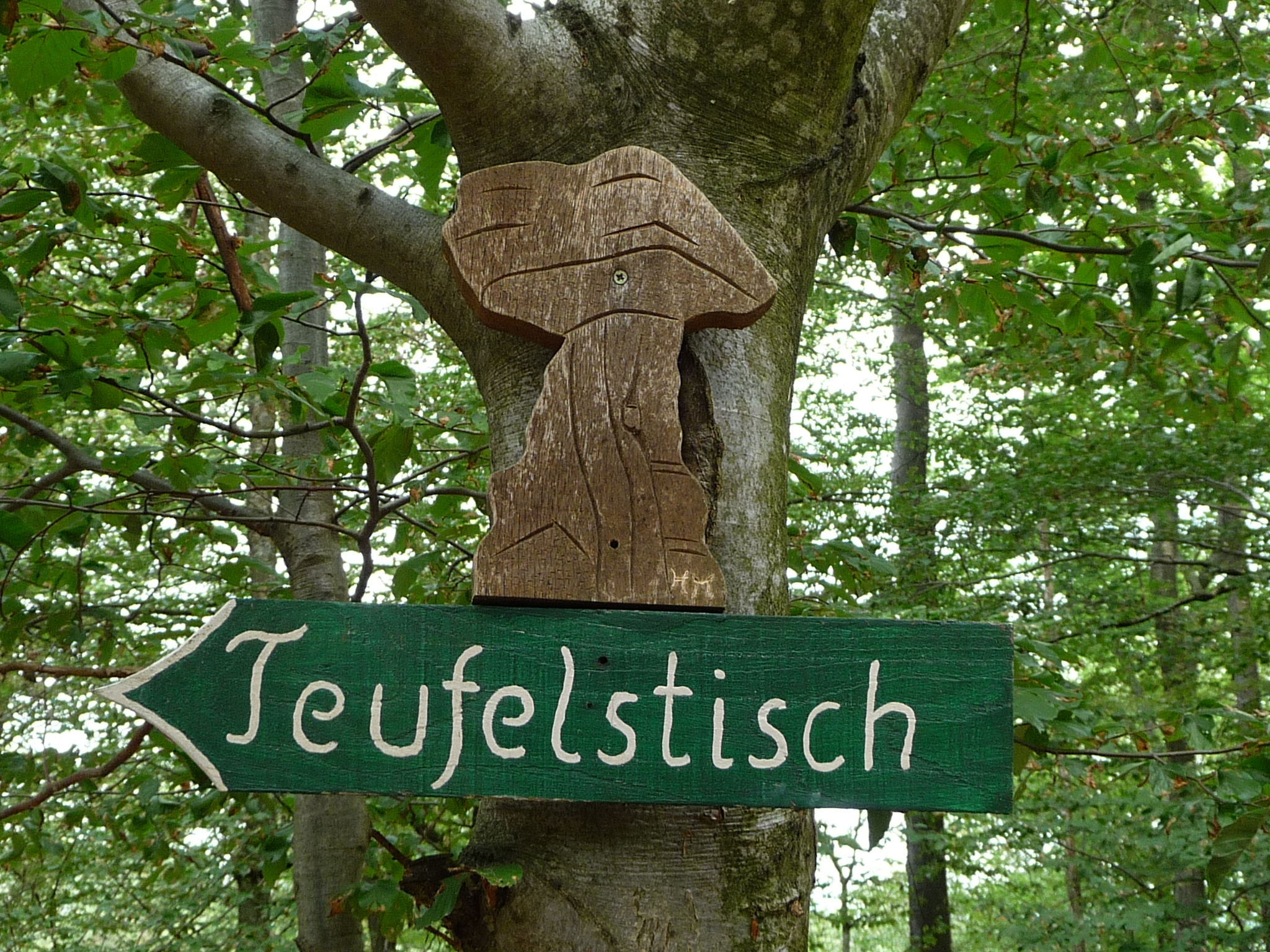
Hinweisschild

## Sage vom Teufelstisch
Die örtliche Sage von der Entstehung des Felsens erzählte in einem Gedicht der Pfälzer Mundart- und Heimatdichter Johann Martin Jäger (1853–1923), der unter dem Pseudonym „Fritz Claus“ bekannt wurde. Vertont wurde die Sage im Februar 2021 von dem Pfälzer Mundartdichter Hermann Josef Settelmeyer im Zusammenhang mit dem 30 Geotope3-Projekt der DGGV.

## Tourismus und Klettersport
Vom Parkplatz am Erlebnispark Teufelstisch am Fuß des Felsens führt der direkte Anstieg in etwa 20 Minuten zum Teufelstisch. Die Route kreuzt einen markierten Rundwanderweg, der um den Etschberg verläuft und etwa 2 ¾ Stunden in Anspruch nimmt. Von der Wegkreuzung aus führt ein weiterer kurzer Rundwanderweg zu verschiedenen bis 10 m großen Felsformationen auf dem Handschuh-Kopf, der in Sichtweite nordöstlich des Teufelstischs liegt, und zu einem der Aussichtspunkte auf Hinterweidenthal.
Die drei Felsen Teufelstisch, Teufelsschmiede und Teufelsküche sind Elemente des Premiumwanderwegs Hinterweidenthaler Teufelstisch-Tour. Die etwa 9,5 km lange Rundwanderung, die drei Stunden in Anspruch nimmt, führt zwischen Hinterweidenthal und Salzwoog rund um den Kamm des Etschbergs und ermöglicht teilweise spektakuläre Ausblicke – von zwei Stellen im Nordosten hinunter nach Hinterweidenthal und die Wieslauter, auf der westlichen Teilstrecke immer wieder in die Talaue des Salzbachs. Ähnlich ist die Streckenführung der Rundwanderung 15 im Wanderportal Pfalz, wahlweise erweitert um die Felsen auf dem nahen Handschuh-Kopf.
Im Klettergebiet Pfälzer Wald gibt es eine Vielzahl von Kletterfelsen; einer der bekanntesten ist der Hinterweidenthaler Teufelstisch. Er verfügt über drei Kletterrouten mit den Graden 6+, 7− und 8+ in einem besonders ansprechenden Ambiente.